# Chalupské jezírko
Chalupské jezírko je největší rašelinné jezírko (1,2991 ha) v České republice. Malebné jezírko leží na Chalupské slati, jediném přístupném rašeliništi v mělkém údolí nedaleko osady Borová Lada na Šumavě. Průměrná mocnost rašeliny je 1,9 m, největší až 7 m. Jezírko náleží do I. zóny Národního parku Šumava a bylo součástí zrušené přírodní památky Borová Lada.

## Pobřeží
Okolní slať je zčásti porostlá kosodřevinou a břízou zakrslou. Z keřů se na slati vyskytují klikva bahenní, kyhanka sivolistá či šicha černá.

## Vodní režim
Jezírko se nachází v povodí Teplé Vltavy ve vzdálenosti přibližně 300 m od ní mezi nepojmenovaným levostranným přítokem a Vydřím potokem. Povrchový přítok ani odtok nemá.

## Flóra
Na ostrůvcích jezírka se vyskytují například masožravá rostlina rosnatka okrouhlolistá, blatnice bahenní nebo ostřice chudá.

## Přístup
Jezírko je přístupné po celý rok. Až ke břehu jezírka vede  naučná stezka (NS Chalupská slať), která je 260 m dlouhá a tvoří ji povalový chodník. Začíná ve Svinných Ladách a k jejímu začátku vedou:
- Zelená turistická značka z Borových Lad – 1 km.[4]
- Zelená turistická značka z Nových Hutí – 5,5 km.[4]
- Cyklotrasa č. 1040 z Borových Lad (13 km)[5]
- Cyklotrasa č. 1040 ze Nových Hutí (13 km)[5]